# 富潤珠寶
富潤珠寶股份有限公司（简称富潤珠寶）（英語：  Phu Nhuan Jewelry Joint Stock Company）。
总部位于越南胡志明市，是在1988年成立。
其主要業務生產及銷售金、銀等各類珠寶產品。其股份自2009年於胡志明市證券交易所上市，湄公資本也是參股公司之一。